# 綿向山
綿向山（わたむきやま）は、滋賀県蒲生郡日野町北畑にある標高1,110 mの山である。鈴鹿国定公園内にあり、7世紀頃から山岳信仰の対象として崇拝されている。

## 概要
鈴鹿山脈の南西に位置する。山頂には「青年の塔」が建てられている。登山ルートは表参道・北参道・水無山北尾根・竜王山経由の4ルートがある。水無山北尾根の8合目には金明水と呼ばれる水場がある。表参道の5合目には、避難小屋がある。頂上には天穂日命社が祀られた大嵩神社があり、毎年4月20日に嶽祭りが執り行われる。綿向神社の奥宮がある。頂上からの眺めは、東に雨乞岳を中心に鎌ヶ岳につづく鈴鹿山脈・伊勢湾をはじめ、秋冬の澄んだ日には遠く北アルプス穂高岳・御嶽山・恵那山・南アルプスの塩見岳なども望見でき、設置されている展望図盤によってそれらを確認することができる。西には近江盆地が眼下にひらけ、琵琶湖の向こうに比叡山から比良山地が連なっている。

## 自然
ブナやコナラの原生林があり、ワタムキアザミやワタムキギボウシなどが分布する。山腹にはニホンザルなどが生息している。山頂の西1.7 km付近に『綿向山麓の接触変質地帯』があり、国の天然記念物に指定されている。

## 地理

### 周辺の山
鈴鹿山脈の主稜線にある御在所岳から雨乞岳を経て西に延びる尾根にある。
| 山容 | 山名       | 標高 (m) | 三角点等級 基準点名 | 綿向山からの 方角と距離(km) | 備考              |
| ---- | ---------- | -------- | ------------------- | --------------------------- | ----------------- |
|      | 雨乞岳     | 1237.67  | 三等 「雨乞岳」     | 東 3.9                      | 鈴鹿山脈の第2高峰 |
|      | 竜王山     | 825.75   | 三等 「竜王山２」   | 北西 2.1                    |                   |
|      | イハイガ岳 | 964.09   | 三等 「祝ケ岳」     | 北東 1.4                    |                   |
|      | 綿向山     | 1,110    |                     | 0                           |                   |
|      | 水無山     | 985      |                     | 南西 0.8                    |                   |

### 源流の河川
源流となる以下の河川は、琵琶湖へ流れる。
- 和南川の登谷　（愛知川の支流）
- 日野川　（西南西に蔵王ダムがある。）
- 白倉谷川　（野洲川の支流）

### 交通・アクセス
- 最寄りの駅は、近江鉄道本線の日野駅である。
- 最寄りのインターチェンジは、新名神高速道路の甲賀土山インターチェンジ又は名神高速道路の八日市インターチェンジである。

### 観光スポット
- 滋賀農業公園ブルーメの丘
- コテージ＆オートキャンプ場 グリム冒険の森
- 鎌掛谷ホンシャクナゲ群落

## その他
- 日野町では、1996年から山の標高にちなんで11月10日を「綿向山の日」と制定して、清掃活動やPR活動を行っている。
- 毎年11月10日の「綿向山の日」に「ふれあい綿向山Day」としてイベントが開催されている。
- 「気軽に登れる1,000m級の山」として、近畿・東海地方の登山客が1年を通じて訪れる。特に樹氷を楽しめる冬山登山は人気。その一方で、一部の心無い登山客による迷惑駐車が甚だしく、特に冬季は、毎週末トラブルに。行政・警察が対応できないレベルに至ることもある。町役場・観光協会等は公共交通機関の利用を勧めているが、それ以前に、登山客のモラルが問われている。

## 関連図書
- 『地図で歩く鈴鹿の山 ハイキング100選』中日新聞社、2003年9月、206-211頁。ISBN 4806204641。
- 『鈴鹿の山 万能ガイド』中日新聞社、2006年9月、66-67頁。ISBN 4-8062-0526-5。
- 『改訂新版　名古屋周辺の山』山と溪谷社、2010年7月、358-359頁。ISBN 9784635180177。
- 『改訂版 滋賀県の山』山と溪谷社〈新・分県登山ガイド・改訂版〉、2010年4月、50-51頁。ISBN 9784635023740。